# Korethraster hispidus
Korethraster hispidus is een zeester uit de familie Korethrasteridae.
De wetenschappelijke naam van de soort werd in 1873 gepubliceerd door Charles Wyville Thomson.